# Polnische Badmintonmeisterschaft 1985
Die Polnische Badmintonmeisterschaft 1985 fand vom 1. bis zum 3. Februar 1985 in Radom statt. Es war die 21. Austragung der Titelkämpfe.

## Medaillengewinner
| Disziplin    | Gold                                                                   | Silber                                                                     | Bronze |
| ------------ | ---------------------------------------------------------------------- | -------------------------------------------------------------------------- | --- |
| Herreneinzel | Grzegorz Olchowik (Technik Głubczyce)                                  | Jerzy Dołhan (Technik Głubczyce)                                           | Stanisław Rosko (Technik Głubczyce) Brunon Rduch (Unia Bieruń Stary)                                                                                |
| Dameneinzel  | Bożena Wojtkowska (Technik Głubczyce)                                  | Bożena Siemieniec (Technik Głubczyce)                                      | Elżbieta Kuczkowska (Żyrardowianka Żyrardów) Barbara Zimna (Technik Głubczyce)                                                                      |
| Herrendoppel | Jerzy Dołhan (Technik Głubczyce) Grzegorz Olchowik (Technik Głubczyce) | Kazimierz Ciuryś (Technik Głubczyce) Stanisław Rosko (Technik Głubczyce)   | Jerzy Gwóźdź (AZS UŚ Katowice) Norbert Węgrzyn (Unia Bieruń Stary) Krzysztof Bruchwalski (Start Gdynia) Cezary Hryciuk (Start Gdynia)               |
| Damendoppel  | Ewa Wilman (Technik Głubczyce) Bożena Wojtkowska (Technik Głubczyce)   | Iwona Karwowska (Polonez Warschau) Ewa Zdrojewska (Start Gdynia)           | Bożena Siemieniec (Technik Głubczyce) Zofia Żółtańska (Technik Głubczyce) Irena Rogula (Technik Głubczyce) Barbara Zimna (Technik Głubczyce)        |
| Mixed        | Jerzy Dołhan (Technik Głubczyce) Ewa Wilman (Technik Głubczyce)        | Kazimierz Ciuryś (Technik Głubczyce) Bożena Wojtkowska (Technik Głubczyce) | Stanisław Rosko (Technik Głubczyce) Zofia Żółtańska (Technik Głubczyce) Grzegorz Olchowik (Technik Głubczyce) Bożena Siemieniec (Technik Głubczyce) |